# Steven Hutchinson

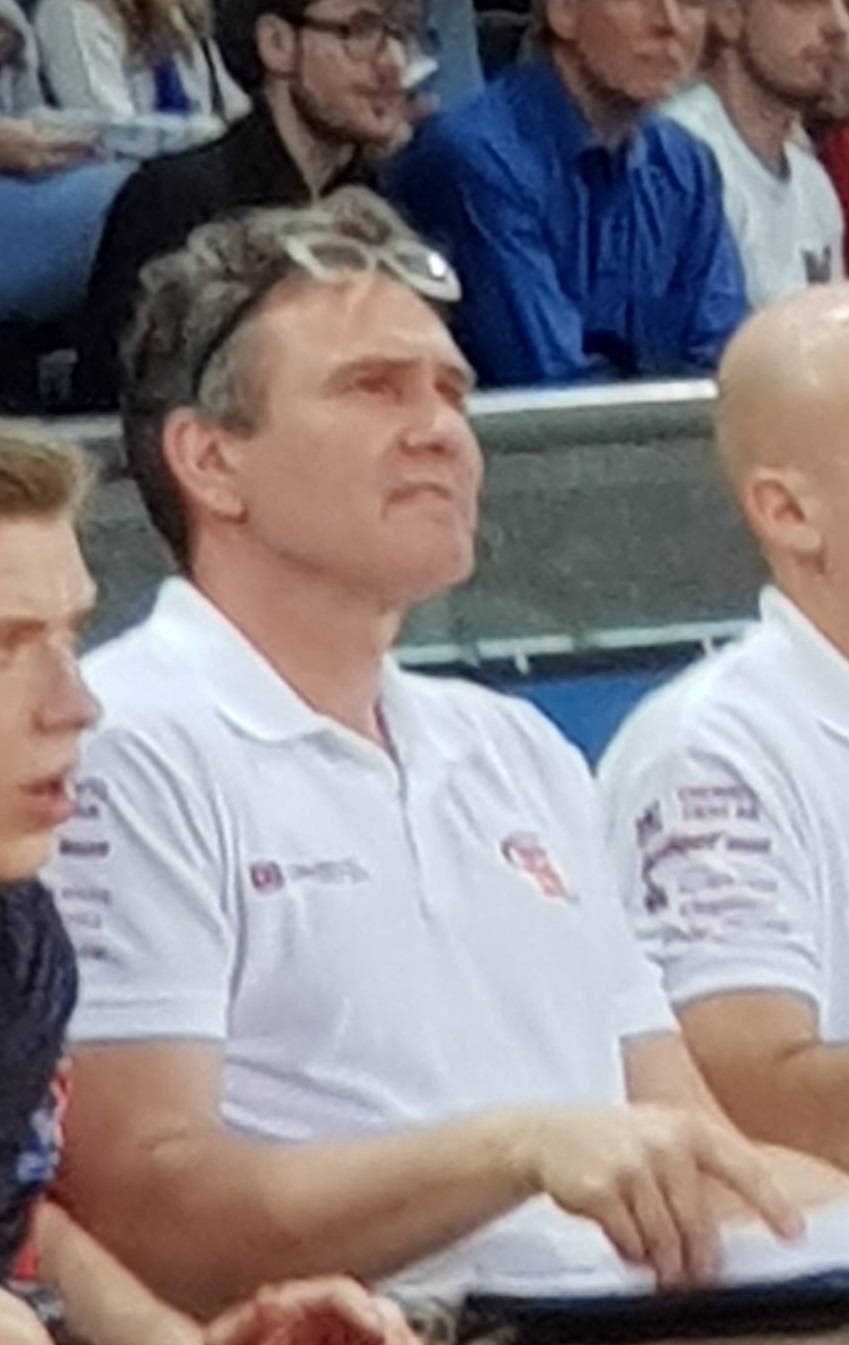
Steven Hutchinson (2020)

Steven Hutchinson (* 17. Januar 1968 in West-Berlin) ist ein ehemaliger deutschamerikanischer Basketballspieler. Während seiner Profikarriere spielte der 2 Meter große Flügelspieler für mehrere Bundesliga-Vereine in Deutschland.

## Karriere
Hutchinson wurde in West-Berlin als Sohn einer deutschen Mutter und eines US-amerikanischen Vaters geboren. Er wuchs zunächst in den USA auf und zog als Kind mit seiner Familie nach Würzburg, als der Vater, ein Soldat der US-Armee, dorthin versetzt wurde. Hutchinson spielte in Deutschland Basketball an einer amerikanischen High School. Zum Studium ging er in die Vereinigten Staaten und spielte am Umpqua Community College im Bundesstaat Oregon sowie zwischen 1988 und 1990 dann für die „Pilots“ der University of Portland. 1989 und 1990 erhielt Hutchinson jeweils den Al C. Giusti Award als derjenige Spieler, der seine Mannschaftskameraden am besten mitreißt und motiviert. In der Saison 88/89 war er bester Rebounder der „Pilots“ (5,4 Rebounds pro Spiel).
Er kehrte dann nach Deutschland zurück und spielte von 1991 bis 1993 für die DJK Würzburg in der 2. Bundesliga Süd. Hutchinson wechselte folgend in die erste Liga zu Steiner Bayreuth und verstärkte die Mannschaft zwischen 1993 und 1997.
Es folgte ab 1997 ein zweijähriges Engagement bei einem weiteren Bundesligisten, den Telekom Baskets Bonn, mit denen er in der Saison 1999 deutscher Vizemeister wurde. Anschließend wechselte Hutchinson zu Bayer 04 Leverkusen und zog mit dem Verein in seiner ersten Saison (1999/2000) ebenfalls ins Playoff-Finale der Basketball-Bundesliga ein, wo man Alba Berlin unterlag.
In Leverkusen war er Mannschaftskapitän, Hutchinson wurde als „Kampfmaschine“ und „Reboundkönig“ bezeichnet. Er blieb bis 2002 in Leverkusen und schloss sich zur Saison 2002/03 dann den EWE Baskets Oldenburg, ebenfalls 1. Bundesliga, an. Im Januar 2004 zog sich Hutchinson in einem Spiel gegen Gießen einen Achillessehnenriss zu und beendete dann seine Laufbahn.
Nach dem Ende seiner Spielerlaufbahn ging Hutchinson in die USA, wo er unter anderem jahrelang als Basketballtrainer an der Junction City High School (Bundesstaat Oregon) tätig war. 2017 kehrte er nach Deutschland zurück und war in der Saison 2017/18 als Jugendtrainer in Würzburg beschäftigt. Ende Mai 2018 wurde er vom Zweitligisten BV Chemnitz 99 (2. Bundesliga ProA) als Co-Trainer verpflichtet. In der Saison 2019/20 stieg er mit den Sachsen in die Bundesliga auf, während der Sommerpause 2020 wurde das Ende seiner Co-Trainer-Tätigkeit in Chemnitz verkündet. Er war in den Spieljahren 2020/21 und 2021/22 Trainer der Herrenmannschaft der TG Würzburg (2. Regionalliga), danach in Würzburg wieder im Jugendbereich beschäftigt. 2024 wurde er des Weiteren Co-Trainer der deutschen U15-Nationalmannschaft.